# Эшо
Эшо́ (фр. Eschau) — коммуна на северо-востоке Франции в регионе Гранд-Эст (бывший Эльзас — Шампань — Арденны — Лотарингия), департамент Нижний Рейн, округ Страсбур, кантон Илькирш-Граффенштаден. До марта 2015 года коммуна административно входила в состав упразднённого кантона Гайспольсайм (округ Страсбур-Кампань).
Площадь коммуны — 11,83 км², население — 4758 человек (2006) с тенденцией к стабилизации: 4763 человека (2013), плотность населения — 402,6 чел/км².

## Население
Население коммуны в 2011 году составляло 4746 человек, в 2012 году — 4738 человек, а в 2013-м — 4763 человека.
| 1962 | 1968 | 1975 | 1982 | 1990 | 1999 | 2006 | 2008 | 2011 | 2012 | 2013 |
| ---- | ---- | ---- | ---- | ---- | ---- | ---- | ---- | ---- | ---- | ---- |
| 2099 | 2490 | 2881 | 3109 | 3828 | 4410 | 4758 | 4819 | 4746 | 4738 | 4763 |

Динамика населения:

## Экономика
В 2010 году из 3208 человек трудоспособного возраста (от 15 до 64 лет) 2437 были экономически активными, 771 — неактивными (показатель активности 76,0 %, в 1999 году — 74,8 %). Из 2437 активных трудоспособных жителей работали 2287 человек (1181 мужчина и 1106 женщин), 150 числились безработными (70 мужчин и 80 женщин). Среди 771 трудоспособных неактивных граждан 262 были учениками либо студентами, 348 — пенсионерами, а ещё 161 — были неактивны в силу других причин.

## Достопримечательности (фотогалерея)

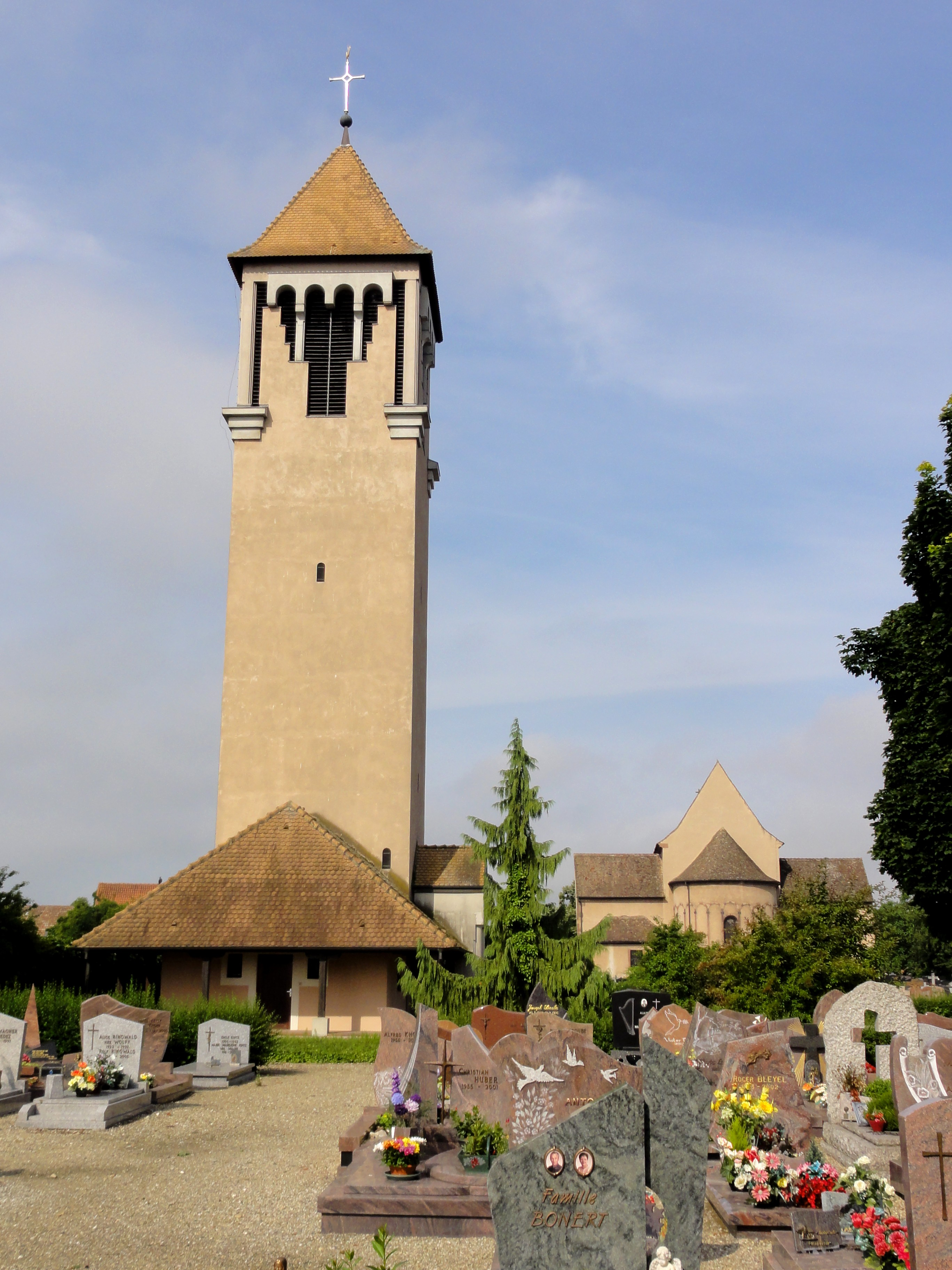
Колокольня
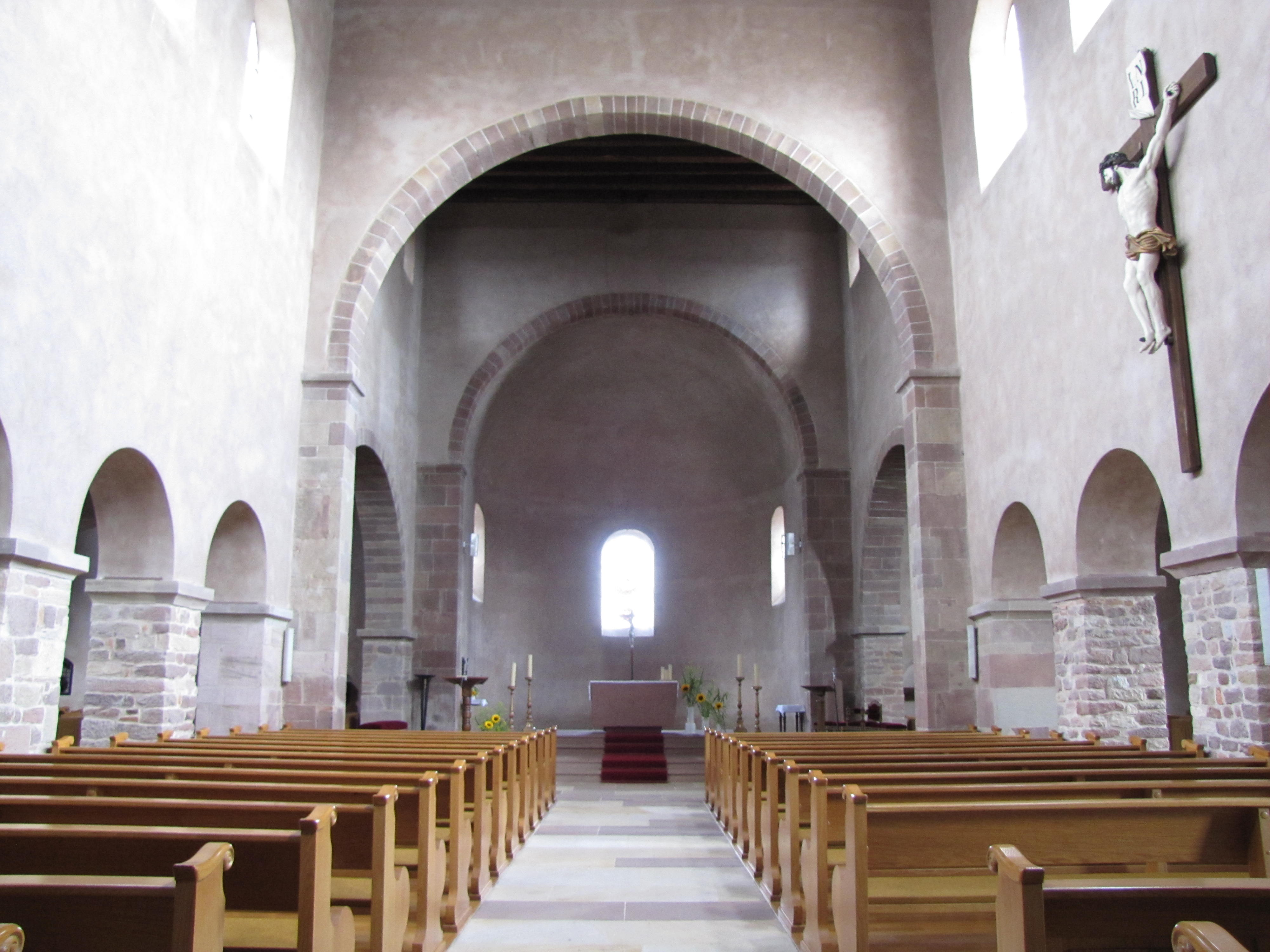
Интерьер церкви Святого Трофима
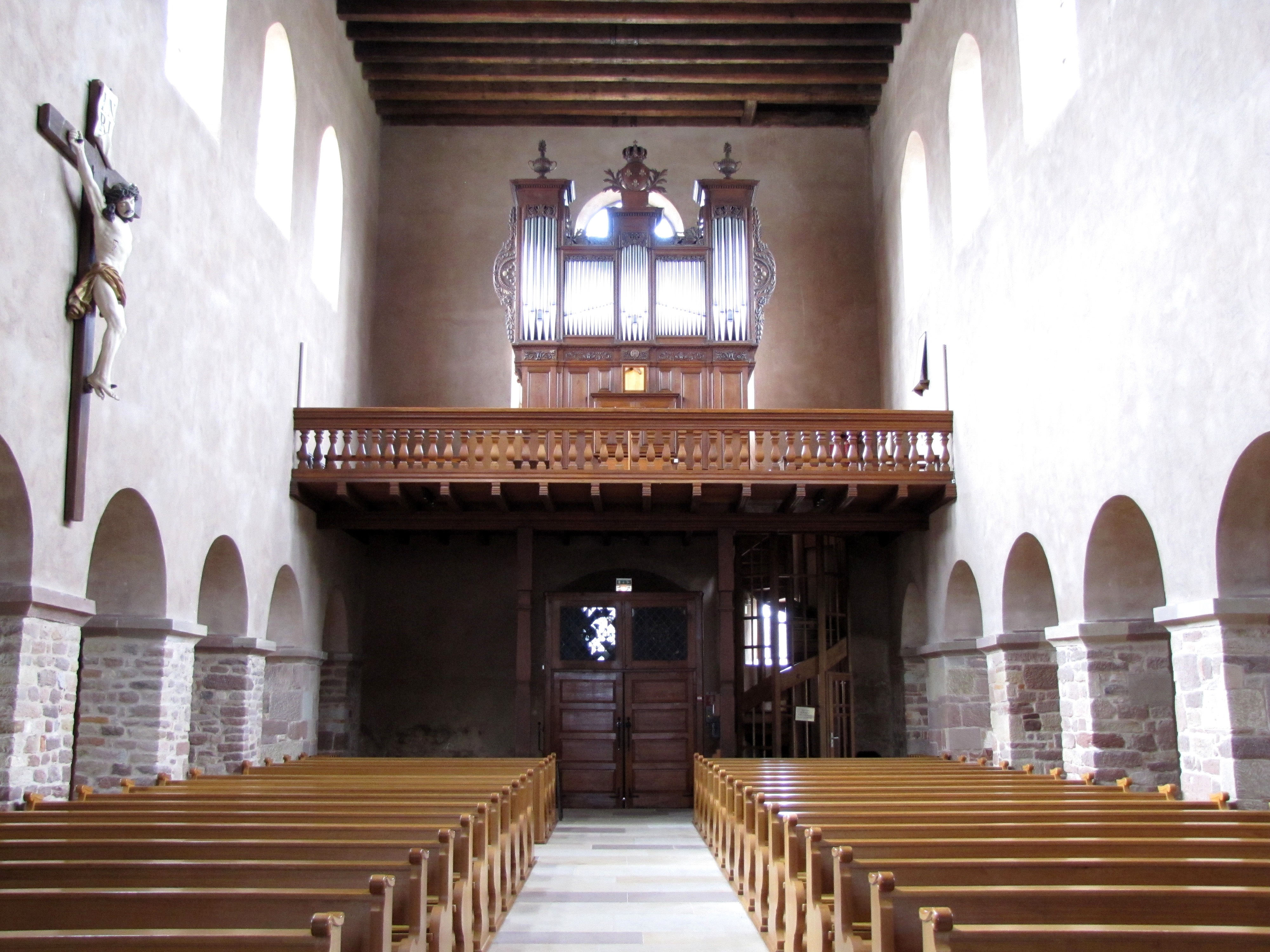
Орган